# Napszemüveg

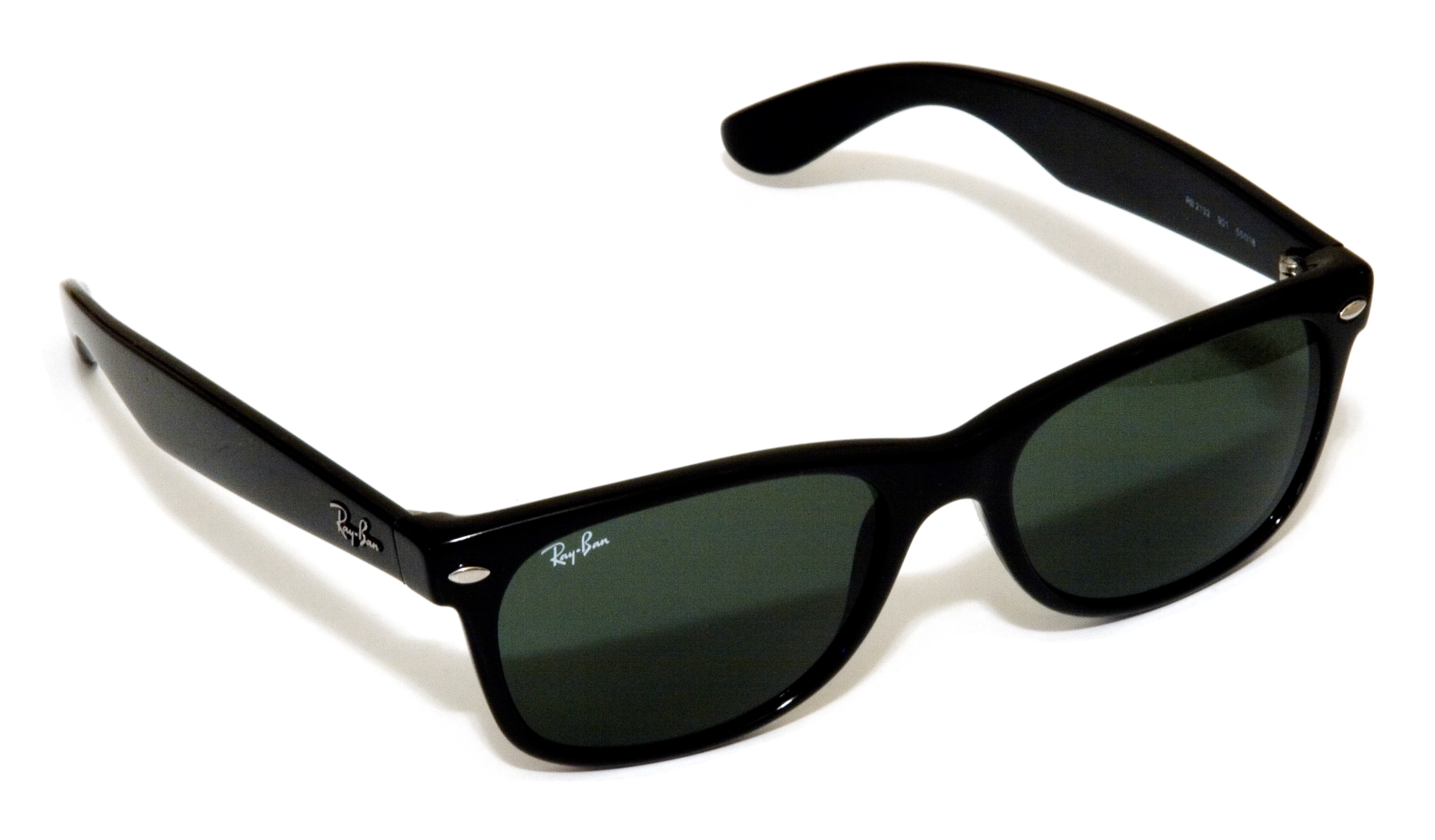
Ray Ban Wayfarer márkájú napszemüveg

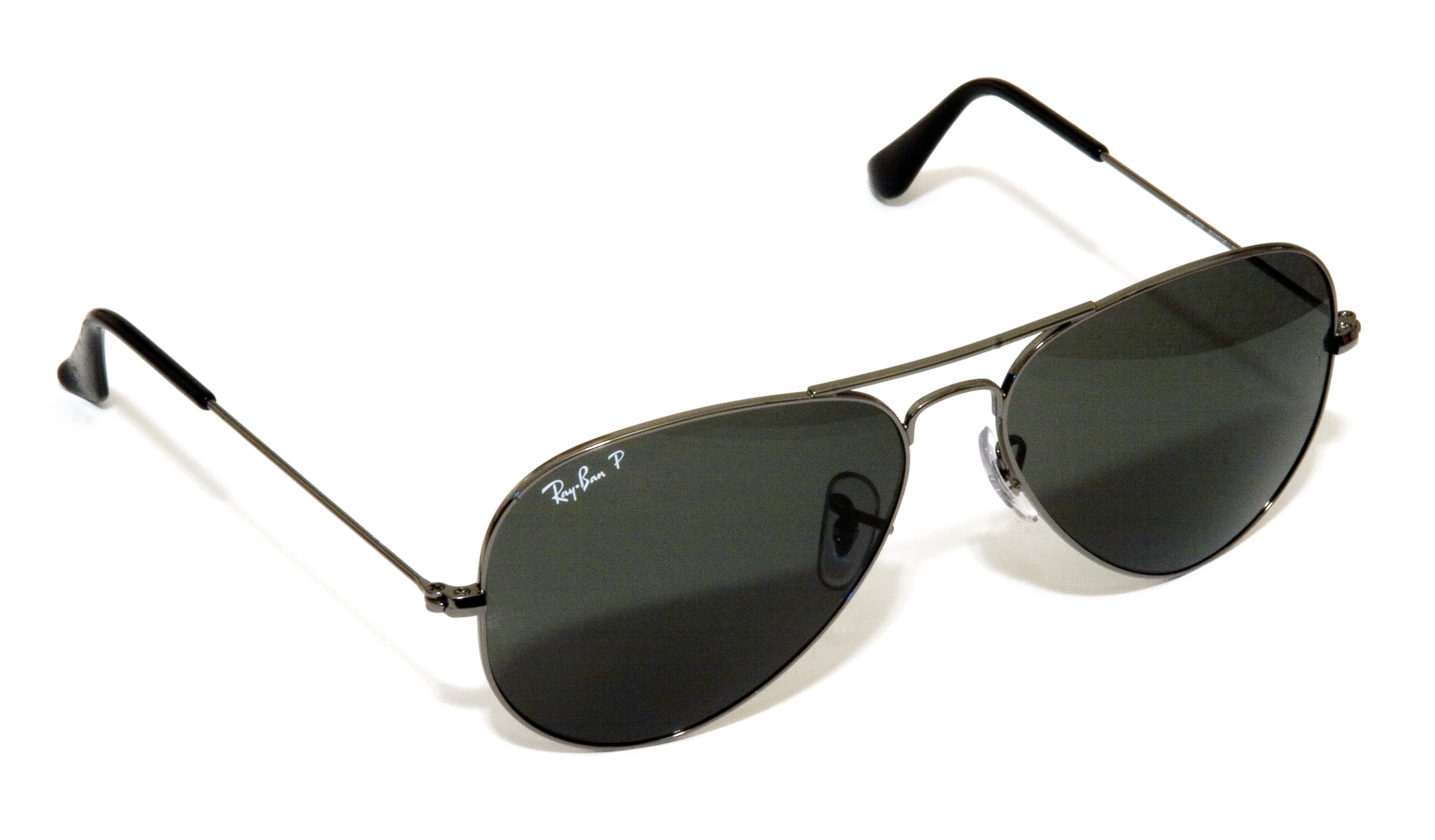
Ray Ban Aviator márkájú napszemüveg

A napszemüveg elterjedt viselet az erőteljes közvetlen vagy visszavert napsugárzás megszűrésére, erejének csökkentéséhez. Hatását a lencse színezésével, és védőrétegek felvitelével érik el.
A napsugárzás egy bizonyos része, az ibolyántúli sugárzás nemcsak a bőrt, hanem a szemet is károsíthatja. Tudományos bizonyítékok sora támasztja alá, hogy a szemet érő túlzott napsugárzás az időskori makuladegeneráció és a szürkehályog kialakulásának fontos kockázati tényezője. A színlátás vagy az éjszakai látás károsodása, a szem felszínének gyulladása, a szemkörnyéki bőr korai elöregedése, sőt a bőr vagy a szem belsejének daganata is kialakulhat, amennyiben túl sok napfény éri a szemet.
A jó minőségű napszemüveg (amit a tökéletes UV-szűrés és az arc vonalához simuló, teljes védelmet nyújtó fazon jellemez), amelyet széles karimájú kalap vagy sildes sapka viselése egészíthet ki, megfelelő védelmet nyújt a nap káros sugarai ellen. Egy jól takaró napszemüveg véd a levegőben lebegő por, piszok szemcsék és allergiát okozó részecskék ellen is. Vízparton fokozottan érvényesül a károsító hatás, és a szakemberek véleménye szerint még akkor is viselni kell a napszemüveget, amikor éppen nincs direkt napfény, tehát borús az idő. A déli órákban – nemcsak a szem védelme érdekében – érdemes kerülni a napot.
A napszemüveg elsősorban az ember egészségét védő eszköz, és nem divathóbort. Fontos, mert megvédi a szemet a Nap ultraibolya sugárzásától. A leégés a bőr korai elöregedéséhez, végül bőrrákhoz vezethet, ám orvosi bizonyíték van arra, hogy a szem ugyanúgy károsodhat és kialakulhatnak katarakták (szürkehályogok). A nagy mennyiségű UV sugárzás hosszabb távú hatásai lassan és fájdalommentesen jelennek meg, mégis ronthatják a látást. Rövid- és hosszú távú roncsolódások lehetnek: retinagyulladás, rosszindulatú elváltozások, katarakták és kúszóhályog (pterygium). Gyermekek és fiatalok különösen veszélyeztetettek, ezért szüleiknek ügyelni kell arra, hogy viseljenek napszemüveget főleg azokon a helyeken, ahol erős az UV sugárzás; például a strandon, vízben, sőt, havas tájon, mivel ott fokozott veszélyt jelent a visszaverődés.

## Fejlődése

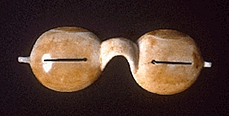
Ősi inuit napszemüveg hóvakság ellen

Egyes források szerint a napszemüveg evolúcióját a kínaiak indították útjára, bár mai feltételezések szerint a színes, csiszolt üvegeket inkább csak a nekik tulajdonított mágikus erő miatt viselték, nem pedig szemük védelmére.
Az inuitok már több ezer éve szarvasagancsból készített, keskeny nyílással ellátott „napszemüveget” viseltek a hóvakság elkerülésére.
A napszemüveg használata csak akkor terjedt el, amikor az olvasáshoz használt szemüvegek végre elnyerték hordható formájukat. Az ugyanis, hogy a szemüveget a fülünk segítségével rögzítsük, csak a sokadik volt az ötletek sorában: korábban vastag bőrszíjjal próbálták a fejhez erősíteni, kalapra vagy más fejfedőre rögzítették. A mai, száras szemüveg csak a 18. században vált általánossá.
Az első, színezett lencséjű napszemüveg a 20. század elején készült. Ahhoz azonban, hogy elnyerhesse mai formáját, és hogy általános, sőt, divatos viseletté váljon, kellett egy kis "segítség". Ez a segítség a hadsereg felől érkezett: a második világháborúban az amerikai légierő rendelt napvédő eszközöket a nagy magasságban repülő pilótái számára, akiknek a szeme igen erős UV-sugárzásnak volt kitéve. A napszemüveg így vált „repülősdivattá”, amit Douglas MacArthur, tábornok a csendes-óceáni erők főparancsnoka népszerűsített szerte a világon azzal, hogy állandóan napszemüvegben nyilatkozott a sajtónak.
Az 1950-es évek amerikai ifjúságának első számú ideálja, James Dean vette fel elsőként a vásznon, ezzel a napszemüveg a hódítás kelléke lett.  Ugyanígy emlékezetes John Lennon olcsó, kerek formájú napszemüvege, amely a hippikorszak és a pop jelképévé vált.

## Pszichológiai haszna
A szemek elrejtése hatással van az emberek közötti közvetlen kommunikációra; a napszemüveg viselője hangulatát, figyelmének irányát elrejti a többiek elől, ezáltal viselőjének pszichológiai védettséget biztosít. A nem-verbális kommunikációra vonatkozó hatása miatt viselhetik sötétben vagy épületen belül is. Az emberek viselhetnek napszemüveget fáradtság, vörös, kialvatlan, érzékeny szem kímélésére vagy fizikai bántalmazás leplezésére is. Vakok elsősorban a látók érdekében hordanak napszemüveget, ugyanis a látók számára kényelmetlen lehet, ha a vak ember nem arra néz, amerre „kellene”, egyúttal a vak egy erős napszemüveg viselésével felhívja a figyelmet a speciális helyzetére.

## A napszemüveg, mint védőeszköz
Az erős fény ellen a szem állandó hunyorgással védekezik. Ha a fénysugarak mégis elérik az érzékeny szervet, leggyakrabban szemkáprázást okoznak. Ha hosszabb sugárzás éri a szemet, akkor kialakulhat a hóvakság, amely fájdalmas pislogással, erős könnyezéssel jár együtt, az alany szinte vaknak érzi magát. Ám az infravörös sugarak még ennél is nagyobb bajt okozhatnak, ha mélyebbre hatolnak a szövetekben, és károsítják a szemlencsét, illetve az ideghártyát. Ezért különösen fontos a nyári időszakban a napszemüveg, napozáskor a szem letakarása.

## Típusai
Az idők során, elsősorban a legújabb korban speciális igényeknek megfelelően sokféle típusa alakult ki. Az általánosan használt napszemüvegen kívül az alábbi altípusok léteznek (a teljesség igénye nélkül): 
- dioptriás szemüveg napszemüveg funkcióval – a távollátáshoz amúgy is szükséges szemüveg lencséjét a napszemüvegre jellemző UV-elnyelő, fényvisszaverő, csillogásgátló stb. rétegekkel látják el
- motoros napszemüveg - specialitása lehet a páramentes kivitel, a semleges színű lencse az éjszakai vezetéshez, a polarizált fényt áteresztő bevonat, az áramvonalas forma, a fejhez rögzítő pánt
- futó- vagy kerékpáros napszemüveg - specialitása lehet a fejhez rögzítő pánt, és az áramvonalas forma, a feltűnő színű keret
- síszemüveg - specialitása lehet a fejhez rögzítő pánt, az erős fényvisszaverő bevonat (emiatt kívülről tükörszerűnek látszik)
- túrázó napszemüveg - specialitása lehet a fejhez rögzítő pánt, a karcmentes vagy ütésálló bevonat, az oldalról való védelem
- repülős napszemüveg - specialitása lehet az erős fényre való gyors sötétedés

## Az UV-index, a sugárzás erősségének értéke
Az Országos Meteorológiai Szolgálat Magyarország területére vonatkozó, naponta többször frissített előrejelzést ad ki az UV-B sugárzás erősségéről. Ennek értelmezése:
- 0,1 – 2,9 gyenge
- 3,0 – 4,9 mérsékelt
- 5,0 – 6,9 erős
- 7,0 – 7,9 nagyon erős
- > 8,0 extrém

UV-index : napon tölthető idő (perc)
- 1: 140
- 2: 60
- 3: 45
- 4: 35
- 5: 30
- 6: 25
- 7: 20
- 8: 17
- 9: 15
- 10: 13

A „napon tölthető idő” nem a napozás idejét jelenti elsősorban, hanem a leghétköznapibb tevékenységekkel napfényben tölthető időt.

## Az ibolyántúli sugárzás
Az UV-fény a napenergia egy része, egy láthatatlan, rövid hullámhosszú sugárzás. Az ibolyántúli sugárzás más forrásai közé tartoznak még az ívhegesztés, a nagy intenzitású higanylámpák és a szolárium fénycsövei. Három típusa van az UV-sugárzásnak: UVA, UVB, UVC. A legfontosabb az UVB sugárzással tisztában lenni, mivel ez okozza a leégést és nagyrészt ez felelős a bőrrák kialakulásáért is. A Földet célzó UV sugárzások nagyját kiszűri az ózonréteg, de kiszámították, hogy az atmoszféra ózon tartalmának egy százalékos csökkenése az UVB sugárzás két százalékos növekedéséhez vezethet. Az Ausztrál Népegészségügyi és Orvosi Kutatóintézet jóslása szerint az ózonréteg kimerülésével évente több mint 36 000-rel magasabb lesz a kialakuló szemmegbetegedések száma, az UV sugárzás egy százalékos emelkedése pedig éves viszonylatban 26 000-rel növeli a pterygium (kúszóhályog) nevű szembetegségek számát Ausztráliában.

## Az UV-fény felosztása: UVA, UVB, UVC
- UVC (100 – 280 nm) a légkör felső rétegeiben elnyelődik
- UVB (280 – 315 nm) a légkör felső rétegeiben részben elnyelődik, erősen roncsoló hatású a bőrre és a szemekre, leégést okoz, részben felelős a bőrrák kialakulásáért
- UVA (315 – 400 nm) kevésbé veszélyes, mint az UVB, de újabban előtérbe került a hosszabb távú káros hatásainak vizsgálata

### Az UV sugárzás hatása a szaruhártyára
A szemet érő UV sugárzások nagyját a szaruhártya szűri meg. A magas UV szint, mint amilyen a hó, vagy a víz által visszavert fényben jelen van, gyulladást okozhat. Ez az állapot nagyon fájdalmas, közben a szem igen érzékeny bármilyen fényre. A szem körülbelül 48 óra alatt rendbe jön e kényelmetlen állapotból, mégis tanácsos egy szemvizsgálatot kérni szemésztől vagy szemorvostól, hogy biztosan nem maradt-e valamilyen egyéb károsodás.

### Az UV sugárzás hatása a kötőhártyára
Rövid idő alatt az UV sugárzás csak kisebb károsodást okoz, ha azonban hosszabb távon éri a kötőhártyát, az megvastagszik és egy pterygium nevű húsos gócot alkot. Ez a lassú folyamat addig tart, míg ez az elváltozás elfedi a szaruhártya egy részét, így rontva a látást. Mindemellett csúnya látvány. Az egyetlen kezelési módja, a viszonylag egyszerű műtétnek számító sebészeti úton történő eltávolítás. A szemet mindenképp szakértőnek kell megvizsgálnia, hogy megállapítsa: tényleg pterygiumról, vagy más, komolyabb kinövésről van-e szó.

### Az UV sugárzás hatása a szemlencsére
Az UV sugárzás – kifejezetten az UVB típus – bizonyítottan összefügghet a katarakták kialakulásával. Ezek olyan elhomályosodások, melyek a lencsében alakulnak ki és akadályozzák a látást; mintha koszos ablakon át néznénk. Komoly esetekben a kataraktát sebészileg eltávolítják és a lencsét egy műlencsével pótolják. Eleddig a kataraktákat a korosodás természetes következményének tartották, mert az idősebbek körében gyakoribb volt. Az utóbbi időszak kutatásai azt mutatják, hogy bár ez részben igaz, a hályogok kialakulásáért a hosszabb ideig tartó UV sugárzás is felelős. A szaruhártya és a szemlencse az UV sugárzás legnagyobb részét elnyeli, de a maradék fény elérheti az ideghártyát. A retina legtöbb károsodása visszafordíthatatlan.

## Hogyan kerüljük el az UV sugárzás hatásait?
A legegyszerűbb módja, hogy szemünket ne károsítsa UV sugárzás, ha csak mérsékelten tesszük ki annak. Erre a három legjobb módszer:
1. Kerüljük a napot. Nyáron a szabadban töltött idő háromnegyede alatt, – de. 10 és du. 4 óra között – ha kerüljük a napfényt, jelentősen rövidebb időre tesszük ki magunkat az UV sugárzásnak.
2. Hordjunk kalapot. Egy széles karimájú kalap nem csak a fejünket védi meg a leégéstől, de a szemünket érő UV sugárzást legalább a felére csökkenti.
3. Viseljünk napszemüveget. Egy jó napszemüveg csökkenti a szemet érő UV mennyiséget és a túlzott ragyogást.

## Milyen napszemüveget válasszunk?
Minden megvásárolható napszemüvegnek meg kell felelnie az adott ország szabványának, mely meghatározza, hogy mennyi UV fényt kell a szemüvegnek felfognia. A napszemüvegen egy kis címkén fel kell tüntetni, hogy megfelel a szabványnak, valamint hogy általános vagy speciális célra készült-e. Általános cél alatt olyan helyzeteket kell érteni, ahol a szemet nem éri hosszabb ideig napfény. A speciális célra készült darabok olyan emberek számára készülnek, akik erős UV sugárzásnak vannak kitéve, és a maximális védelemre van szükségük, mint például a sportolók közül a sízőknek, vagy olyan munkáknál, mint a repülés.
A jó napszemüveg teljesen kiszűri az UV sugarakat. Az egyszerűbb napszemüvegek a 380 nm alatti sugarakat szűrik ki, a jobb minőségű napszemüvegek (ezeket „UV 400” jelzéssel látják el) 400 nm alatt minden sugárzást kiszűrnek. (angol jelöléssel 100% UV protection)
Vannak olyan – igen gyenge minőségű – napszemüvegek, amelyeknek semmi, vagy minimális az UV ellen védő hatása. Ezeket többnyire utcán lehet kapni, a bolti árnál jóval olcsóbban. Ezek többet ártanak, mint használnak, ugyanis sötét színük miatt a szem pupillája kitágul, és még több UV sugárzás jut a szembe, mintha nem is volna rajtunk napszemüveg. Az ilyen napszemüveg viselése erős napfényben már 10-15 perc alatt égő, fájdalmas érzést és szemgyulladást válthat ki. A napszemüveg UV-szűrőképességének vizsgálatát a szemüveget árusító boltok általában ingyenesen és gyorsan elvégzik.
A drágább napszemüveg nem feltétlenül jobb (de valószínűleg felkapottabb, és jobban reklámozott) egy olcsóbb modellnél. Napszemüveget boltban érdemes venni, ahol garanciát vállalnak rá. Kétség esetén optikussal meg lehet vizsgáltatni a napszemüveg egészségvédő hatásait, például az UV-szűrés hatékonyságát, vagy az erős fényre való sötétedést.

### A napszemüveg anyagai
A napszemüveg anyagai tekintetében külön kell kezelni a lencse (amin át nézünk) és a keret anyagát (ami rögzített helyzetben tartja a lencsét).
- a lencse anyagai: üveg (kevésbé karcolódik, de törékeny, drága és súlyos), műanyag (könnyű, nem törékeny, olcsó, de karcolódik) - CR-39R műanyag esetén az UV-elnyelődés 88%, polikarbonát lencse esetén ez 100%.
- a keret anyagai: műanyag (könnyű, törékeny, olcsó), fém (drága, nem törékeny, súlyos)

Olcsóbb napszemüveg készülhet triacetát nevű anyagból, ennek fényelnyelése az UV-tartományban mindössze 40%! Más akril-anyagokból készült lencse fényelnyelése a részlegestől a teljesig terjedhet.

### A lencse színe
A lencse színe többnyire ízlés kérdése. Egyes színek azonban megváltoztatják az észlelt színeket, a világosságot vagy a kontrasztot. A semlegesnek tekinthető szürke, barna vagy borostyánsárga árnyalat nem változtatja meg a színeket. A sárga lencse nagyobb kontrasztot ad, de torzítja a színeket. A zöld csökkenti a csillogást, és kiszűri a kéket, jó kontrasztot biztosít. A pirosas lencse a szabadidős- vagy vízi-sportokban előnyös lehet, mert jó kontrasztot biztosít a tárgyaknak kék vagy zöld háttér előtt.

## Napszemüvegdivat
Mint minden viseletben, a napszemüveg esetén is vannak divatok. Ezeket lehet követni vagy figyelmen kívül hagyni. Az alapvető funkciót, a látást és a szem védelmét azonban nem szabad elfelejteni a napszemüveg kiválasztásakor.
Néhány trendi fogalom (a teljesség igénye nélkül): kerek, szögletes, macskaszem, oversize (=túlméretes - lényege, hogy nem csak a szemet, de szinte az egész arcot eltakarja - ez akár hasznos is lehet), hangsúlyos keretű (pl. vastag, színes), tükrös, ombré (színátmenetes), pillangóformájú, geometrikus, téglalap alakú, szív alakú, retró, sportos, strasszal díszített.

## Kontaktlencse
Ma már nem kell lemondani a kontaktlencse viseléséről a szem védelme érdekében. Az UVA és UVB sugarak nagy részét kiszűrő lencsék is kaphatók, melyek használatával a megszokott kényelem mellett biztosítjuk szemünk védelmét. Lehetőség szerint 90-95% fölötti védelemmel rendelkező lencsét válasszunk.

## Napszemüveg télen
A napszemüveggel télen, havas területen is védeni kell a szemet. A friss hó az UV-sugarak 80%-át is visszaveri a WHO szerint (az egyéb felszíni alakzatok az UV-fénynek csak 10%-át verik vissza).

## Fotokromatikus napszemüveg
A dioptriás és a napszemüvegek között is létezik fényre sötétedő szemüveg. Az 1960-as években a Corning cég által kifejlesztett napszemüveg speciális kémiai anyagot tartalmazott, ami UV-fény hatására elsötétedett. Az elsötétedés néhány másodperc alatt bekövetkezik.

## Polarizált napszemüveg

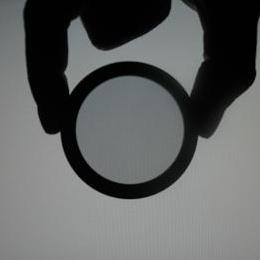
Polárszűrő 1. helyzetben

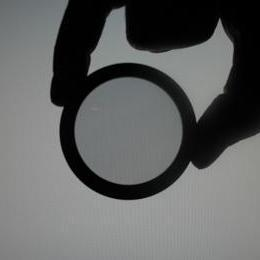
Polárszűrő 2. helyzetben

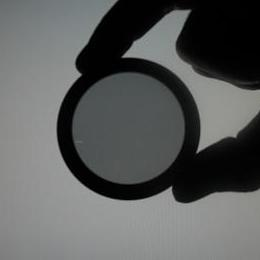
Polárszűrő 3. helyzetben

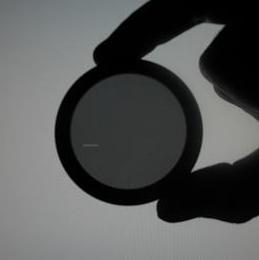
Polárszűrő 4. helyzetben

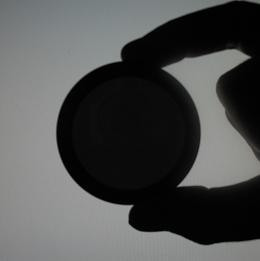
Polárszűrő 5. helyzetben

Polarizált napszemüveget Edwin H. Land készített először, ő találta fel azt a polarizáló anyagot, amit a napszemüveg lencséjére is lehetett alkalmazni. George Wheelright és Edwin H. Land közösen létrehozták a Polaroid Corporation céget, mely 1937-től kezdte meg működését. Land polarizáló anyagát napszemüvegek mellett 3-D filmek készítésénél, valamint a hadseregnél is felhasználták.
Elsőként a vitorlázók és horgászok fedezték fel, hogy ez a bevonat a víztükör zavaró csillogását csökkenti. Manapság a szabadtéri sportot űzők közül sokan, a síelők, biciklizők, golfozók, kocogók, túrázók, de autóvezetők is használják.

## Szabványok
Jelenleg folyamatban van a világon érvényes három legelterjedtebb szabvány egységesítése (bár lényeges különbségek a felhasználó szempontjából nincsenek közöttük). Ez a három szabvány:
- EN 1836:2005, az európai szabvány.
  - Az UV-fényre négy besorolást alkalmaz: 0 – elégtelen, 1 – elégséges, 2 – jó, 3 – teljes
- ANSI Z80.3-1972, az észak-amerikai szabvány. 
  - Az ennek megfelelő napszemüveg UVB (280-tól 315 nm-ig) átbocsátása nem lehet több, mint 1%-a, az UVA (315-től 380 nm-ig) átbocsátása nem lehet több, mint a fele a látható fény átbocsátásának
- AS 1067, az ausztrál szabvány. 
  - Öt osztályt tartalmaz, melyet a fény elnyelésével határoznak meg 0-tól 4-ig. A 0-s csak némi védelmet nyújt az UV és a csillogás ellen, a 4-es nagyfokú védelmet nyújt[7]

## Érdekességek
- A napszemüvegek nem blokkolják az infravörös sugárzást (=a hősugarakat), mivel azok a szakértők egybehangzó véleménye szerint nem ártalmasak a szemre.
- Men in Black – Sötét zsaruk – az ügynökök a neutralizáló használata közben napszemüveget viselnek, különben az ő emlékezetük is törlődne.
- A Karib-tenger kalózai: A Fekete Gyöngy átka – Johnny Depp a felvételek alatt kontaktlencsét viselt, ami egyúttal napszemüvegként is szolgált, így nem kellett hunyorognia felvétel közben, ha a Nap éppen úgy sütött.

## Fordítás
- Ez a szócikk részben vagy egészben  a   Sunglasses című angol Wikipédia-szócikk fordításán alapul.  Az eredeti cikk szerkesztőit annak laptörténete sorolja fel. Ez a jelzés csupán a megfogalmazás eredetét és a szerzői jogokat jelzi, nem szolgál a cikkben szereplő információk forrásmegjelöléseként.